# Lista de prefeitos de Vila Velha
Esta é a lista de prefeitos do município de Vila Velha, no Espírito Santo.
O cargo de prefeito no Brasil, foi criado em 11 de abril de 1835, pela assembleia provincial paulista, em reação aos amplos poderes conferidos pelo Código de Processo Criminal de 1832 às câmaras municipais. Seguiram o exemplo paulista seis províncias do nordeste brasileiro (Alagoas, Ceará, Maranhão, Paraíba, Pernambuco e Sergipe).
Sob a vigente ordem constitucional, essa designação é dada ao funcionário público do Poder Executivo municipal, que exerce seu cargo em função de uma legislatura (mandato), sendo para tanto eleito a cada quatro anos, podendo ser reeleito por mais 4 anos (segundo mandato).
Funções
O poder executivo municipal chefia a administração e comanda os serviços públicos, tendo como comandante o prefeito.
A partir da constituição brasileira de 1934, o cargo de prefeito passou a ser o único, em todo o Brasil, ao qual estão atribuídas as funções de chefe do poder executivo do governo local, em simetria aos chefes dos executivos da União e do estado, portanto, em forma monocrática. Este texto quer dizer que deverá haver harmonia e integração de ação entre as esferas envolvidas sem a intervenção de uma na outra, exceto nos casos previstos na Constituição Federal.
Eleições
O prefeito é eleito por sufrágio universal, secreto, direto, em pleito simultâneo em todo o País, realizado a cada quatro anos, no primeiro domingo de outubro.
E trinta dias após tem lugar o segundo turno, se o eleito em primeiro lugar não atingir 50% dos votos válidos mais um voto, no caso de municípios com mais de duzentos mil eleitores.
Conforme a legislação eleitoral atual no Brasil para tornar-se elegível, exige-se uma série de requisitos;
- Possuir nacionalidade brasileira ou portuguesa (neste caso, o cidadão português deve se encontrar amparado pelo Estatuto de Igualdade entre Portugueses e Brasileiros),
- Título de eleitor em dia e estar em gozo pleno do exercício dos direitos políticos,
- Domicilio eleitoral na circunscrição na qual o candidato se apresenta,
- Filiação partidária,
- Ser alfabetizado (tópico invalidado pela atual constituição brasileira de 1988),
- Desincompatibilização de cargo público — Se ocupa um cargo público deve sair seis meses antes das eleições e voltar caso possa só após seis meses ao pleito eleitoral,
- Renúncia de outro mandado até seis meses antes do pleito e não ser parente afim ou consangüíneo, até segundo grau, ou cônjuge de titular de cargo eletivo; pode, entretanto, ser candidato à reeleição (artigo 14 da Constituição),
- Ter idade mínima de 21 anos.

O atual prefeito de Vila Velha é Arnaldo Borgo Filho, do Podemos (PODE), mais conhecido como Arnaldinho Borgo, eleito no pleito municipal de Vila Velha de 2020 e reeleito para um novo mandato em 2024.

## Prefeitos
| Nº | Prefeito(a)                         | Imagem                | Partido               | Início de mandato       | Fim do mandato                        | Notas                                                                                         |
| -- | ----------------------------------- | --------------------- | --------------------- | ----------------------- | ------------------------------------- | --------------------------------------------------------------------------------------------- |
| 1  | Manoel Francisco Duarte             |                       | PSD                   | 1° de janeiro de 1913   | 31 de dezembro de 1915                | Intendente nomeado pelo Governador do Espírito Santo                                          |
| 2  | João Tomás de Souza Júnior          |                       | PSD                   | 1° de janeiro de 1916   | 16 de fevereiro de 1918               | Intendente nomeado pelo Governador do Espírito Santo                                          |
| 3  | Antônio Francisco Ataíde            |                       | PSD                   | 17 de fevereiro de 1918 | 31 de dezembro de 1921                | Intendente nomeado pelo Governador do Espírito Santo                                          |
| 4  | José de Azevedo Vereza              |                       | PSD                   | 1° de janeiro de 1922   | 14 de outubro de 1923                 | Intendente nomeado pelo Governador do Espírito Santo                                          |
| 5  | Otávio Alves de Araújo              |                       | PSD                   | 15 de outubro de 1923   | 4 de novembro de 1925                 | Intendente nomeado pelo Governador do Espírito Santo                                          |
| 6  | Esmerino Henrique Gonçalves Laranja |                       | PSD                   | 5 de novembro de 1925   | 31 de dezembro de 1928                | Intendente nomeado pelo Governador do Espírito Santo                                          |
| 7  | Godofredo Schneider                 |                       | PP                    | 1° de janeiro de 1929   | 1930                                  | Intendente nomeado pelo Governador do Espírito Santo                                          |
| 8  | Eugênio Pacheco de Queiroz          |                       | PP                    | 3 de novembro de 1930   | 31 de dezembro de 1931                | Prefeito nomeado pelo Governador do Espírito Santo                                            |
| 9  | Frederico Fernandes                 |                       | PP                    | 1° de janeiro de 1932   | 31 de dezembro de 1933                | Prefeito nomeado pelo Governador do Espírito Santo                                            |
| 10 | Francisco Almeida de Freitas Lima   |                       | PP                    | 1° de janeiro de 1934   | 31 de dezembro de 1936                | Prefeito nomeado pelo Governador do Espírito Santo                                            |
| 11 | Eugênio Pacheco de Queiroz          |                       | PP                    | 1° de janeiro de 1937   | 14 de fevereiro de 1944               | Prefeito nomeado pelo Governador do Espírito Santo                                            |
| 12 | Frederico Fernandes                 |                       | PSD                   | 15 de fevereiro de 1944 | 31 de dezembro de 1946                | Prefeito nomeado pelo Governador do Espírito Santo                                            |
| 13 | Edgard Macieira de Souza            |                       | PSD                   | 1° de janeiro de 1947   | 4 de janeiro de 1948                  | Prefeito nomeado pelo Governador do Espírito Santo                                            |
| 14 | Domício Ferreira Mendes             |                       | PTB                   | 5 de janeiro de 1948    | 30 de janeiro de 1951                 | Prefeito eleito em sufrágio universal                                                         |
| 15 | Antônio Bezerra de Farias           |                       | PSD                   | 31 de janeiro de 1951   | 30 de janeiro de 1956                 | Prefeito eleito em sufrágio universal                                                         |
| 16 | Antônio Gil Vellozo                 |                       | UDN                   | 30 de janeiro de 1956   | 31 de dezembro de 1958                | Prefeito eleito em sufrágio universal                                                         |
| 17 | Tuffy Nader                         |                       | PSD                   | 1° de janeiro de 1959   | 30 de janeiro de 1961                 | Prefeito eleito em sufrágio universal                                                         |
| 18 | Augusto Fernandes                   |                       | PSD                   | 31 de janeiro de 1961   | 30 de janeiro de 1963                 | Prefeito eleito em sufrágio universal                                                         |
| 19 | Américo Bernardes da Silveira       |                       | PSD                   | 31 de janeiro de 1963   | 15 de setembro de 1966                | Prefeito eleito em sufrágio universal                                                         |
| 20 | Edelberto Vila Flor                 |                       | MDB                   | 16 de setembro de 1966  | 30 de janeiro de 1967                 | Vice-prefeito eleito em sufrágio universal                                                    |
| 21 | Hugo Antônio Ranconi                |                       | MDB                   | 31 de janeiro de 1967   | 4 de julho de 1969                    | Prefeito eleito em sufrágio indireto, posteriormente cassado pelo Regime militar              |
| 22 | Gottifrio Alberto Anders            |                       | MDB                   | 5 de julho de 1966      | 31 de dezembro de 1970                | Vice-prefeito eleito em sufrágio universal                                                    |
| 23 | Max Freitas Mauro                   |                       | MDB                   | 1° de janeiro de 1971   | 30 de janeiro de 1973                 | Prefeito eleito em sufrágio universal                                                         |
| 24 | Solon Borges Marques                |                       | MDB                   | 31 de janeiro de 1973   | 31 de janeiro de 1977                 | Prefeito eleito em sufrágio universal                                                         |
| 25 | Américo Bernardes da Silveira       |                       | PMDB                  | 1° de fevereiro de 1977 | 14 de março de 1982                   | Prefeito eleito em sufrágio universal                                                         |
| 26 | Albert Gottifrio Anders             |                       | PMDB                  | 15 de março de 1982     | 31 de janeiro de 1983                 | Vice-prefeito no cargo de titular                                                             |
| 27 | Vasco Alves de Oliveira Júnior      |                       | PMDB                  | 1° de fevereiro de 1983 | 4 de fevereiro de 1986                | Prefeito eleito em sufrágio universal, renunciou para disputar um mandato de Deputado federal |
| 28 | Aucélio Sampaio                     |                       | PMDB                  | 5 de fevereiro de 1986  | 8 de outubro de 1986                  | Vice-prefeito no cargo de titular que faleceu durante o exercício do mandato                  |
| 29 | Carlos Malta de Carvalho            |                       | PMDB                  | 9 de outubro de 1986    | 17 de dezembro de 1987                | Presidente da Câmara no cargo de titular                                                      |
| 30 | Magno Pires                         |                       | PT                    | 18 de dezembro de 1987  | 31 de dezembro de 1988                | Prefeito eleito em sufrágio universal para o mandato-tampão de um ano                         |
| 31 | Jorge Alberto Anders                |                       | PSDB                  | 1º de janeiro de 1989   | 31 de dezembro de 1992                | Prefeito eleito em sufrágio universal                                                         |
| 32 | Vasco Alves de Oliveira Junior      |                       | PSDB                  | 1º de janeiro de 1993   | 31 de dezembro de 1996                | Prefeito eleito em sufrágio universal                                                         |
| 33 | Jorge Alberto Anders                |                       | PSDB                  | 1º de janeiro de 1997   | 31 de dezembro de 2000                | Prefeito eleito em sufrágio universal                                                         |
| 34 | Max Filho                           |                       | PTB                   | 1º de janeiro de 2001   | 31 de dezembro de 2004                | Prefeito eleito em sufrágio universal                                                         |
| 34 | Max Filho                           | PDT                   | 1º de janeiro de 2005 | 31 de dezembro de 2008  | Prefeito eleito em sufrágio universal |                                                                                               |
| 35 | Neucimar Fraga                      |                       | PR                    | 1º de janeiro de 2009   | 31 de dezembro de 2012                | Prefeito eleito em sufrágio universal                                                         |
| 36 | Rodney Miranda                      |                       | DEM                   | 1º de janeiro de 2013   | 31 de dezembro de 2016                | Prefeito eleito em sufrágio universal                                                         |
| 37 | Max Filho                           |                       | PSDB                  | 1º de janeiro de 2017   | 31 de dezembro de 2020                | Prefeito eleito em sufrágio universal                                                         |
| 38 | Arnaldinho Borgo                    |                       | PODE                  | 1º de janeiro de 2020   | 31 de dezembro de 2024                | Prefeito eleito em sufrágio universal                                                         |
| 38 | Arnaldinho Borgo                    | 1º de janeiro de 2025 | PODE                  | Atualidade              | Prefeito eleito em sufrágio universal |                                                                                               |